# Telamona archboldi
Telamona archboldi är en insektsart som beskrevs av Richard C. Froeschner 1968. Telamona archboldi ingår i släktet Telamona och familjen hornstritar. Inga underarter finns listade i Catalogue of Life.